# Astrangia dentata
Espèce
Statut CITES
Astrangia dentata  est une espèce de coraux appartenant à la famille des Rhizangiidae.